# Nixa
Nicanor de la Fuente Sifuentes, conocido como Nixa, (San José de la Bellavista, 16 de septiembre de 1902 - Chiclayo, 15 de marzo de 2009) fue un destacado periodista, columnista, poeta y escritor peruano.

## Biografía

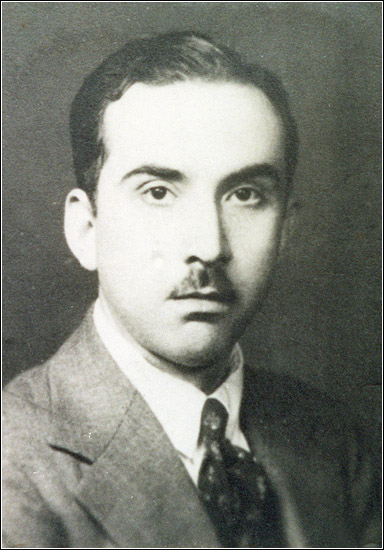
Martín Adán, importante poeta peruano, primo hermano de Nixa.

Nicanor conocido como Nixa, nació en 1902 en San José de Bellavista, distrito de la provincia de Pacasmayo. 
En 1918 llega a Chiclayo, lugar que llega a querer como a su ciudad natal, y desde allí a través de los años logra una considerable producción intelectual al servicio de la cultura del departamento de Lambayeque, destacándose en el campo de las letras y la poesía. Realizó sus estudios en el colegio de don Pedro Llontop de la ciudad San Pedro. 
Don Nicanor pertenece a la controvertida generación del centenario. Aquella que ha operado los cambios políticos y sociales más significativos en la historia republicana de su patria. De hecho, conoció a Víctor Raúl Haya de la Torre, durante la campaña política del año 1931, fecha en que el líder aprista almorzó en su casa. Desde ese momento hasta el final de su vida se identificó con los ideales del aprismo. Así también conoció a José Carlos Mariátegui. 
El 20 de septiembre de 2005, el entonces congresista y presidente de la célula parlamentaria aprista, Luis Alva Castro sostuvo a propósito de Nicanor de la Fuente: "Que, si bien Nixa tiene un sitial preferencial en la poesía y el periodismo, también es admirable en este hombre su militancia política. Pues en este país de inconsistencias y deslealtades políticas, Nixa es un ejemplo y paradigma, pues sobrelleva 75 años de adhesión al Partido del Pueblo. Su militancia llena de desprendimiento y firmeza, ha sido una cruz de martirio y persecuciones, pero él jamás claudicó a sus ideas. Como bien anota el escritor Manuel Jesús Orbegozo: 'Nixa es un aprista vitalicio y químicamente puro". De hecho, su lealtad al APRA duró 78 años.
Fue cofundador del diario La Industria de Chiclayo, en 1952. Desde entonces, también, escribió su famosa columna "A propósito", compuesta por narraciones breves de un solo capítulo, un tema vinculado con la historia y la tradición de los pueblos norteños del Perú. Fue, también, colaborador del Suplemento Lundero del diario La Industria de Trujillo. 
Nicanor de la Fuente Sifuentes recibió diversas distinciones honoríficas, así como se levantó un busto en su nombre, frente a su residencia en la ciudad de Chiclayo. Por su importante trayectoria recibió el Grado de Amauta del Periodismo Nacional, además de la Orden de Sol y la Medalla de Honor del Congreso de la República del Perú en el grado de Comendador.
Tras sufrir un paro cardíaco, falleció el 15 de marzo de 2009 en la ciudad de Chiclayo dejando un legado de poemas y textos periodísticos a la sociedad norteña peruana.

## Obra

### Poesía
- Las Barajas y los dados del alba (1938)
- La perla de los romances (1940)
- El libro de los tránsitos eternos (1943)
- El aire y otros poemas (1965)
- Huacatil (1966)
- Paisajes para colgar en la pared (1969)
- La broma de los romances y el soneto (1992)
- Jacinto Peje y otras audiencias (1992)
- 3 Poemas, donde están incluidos: El naipe de los vientos, Tu casa, tu calle y otros impedimentos y El columpio de las horas.